# 明星女性劇場
『明星女性劇場』（みょうじょうじょせいげきじょう）は、1964年9月27日から1965年1月3日までNET系列が編成していたNETテレビ（現・テレビ朝日）製作のテレビドラマ放送枠である。明星食品の一社提供。全15回。編成時間は毎週日曜 22:00 - 23:00 （日本標準時）。
毎回30代・40代の女性をターゲットにした内容の単発ドラマを放送。放送作品はいずれも女性を主人公にしていた。

## 放送作品一覧
以下のタイトル名、放送日は、テレビドラマデータベースに従った。

### 1964年
1. 五条坂の姉妹（9月27日）
2. 恋愛学校（10月4日）
3. この道に愛あるも（10月11日）
4. 女の足あと（10月18日）
5. 吹き溜り（10月25日）
6. 愛のかけら（11月1日）
7. 月は上りぬ（11月8日）
8. 故郷の声（11月15日）
9. 日本は知らず 只一機（11月22日）
10. 眉月温泉（12月6日）
11. 虹（12月13日）
12. 奇縁（12月20日）
13. 霧の中（12月27日）

### 1965年
1. 薪能（1月3日）